# Кайрат Жиргалбек-уулу
Кайрат Жигалбек-уулу (кирг. Кайрат Жыргалбек уулу, нар. 13 червня 1993, Бішкек) — киргизький футболіст, півзахисник клубу «Дордой». Виступав, зокрема, за клуб «Абдиш-Ата», а також національну збірну Киргизстану.

## Клубна кар'єра
Футбольну кар'єру розпочав у клубі «Абдиш-Ата», у футболці якого 2012 року дебютував у Топ-Лізі. У 2014 році разом з командою виграв срібні нагороди чемпіонату.
У 2015 році перейшов у столичний «Дордой». У його складі брав участь в розіграшах Кубку АФК. 23 січня 2018 відзначився єдиним голом у ворота туркменського «Ахала». Чемпіон (2018) й багаторазовий призер чемпіонату Киргизстану, володар Кубку Киргизстану (2016 2017, 2018). За підсумками 2018 року визнаний найкращим футболістом країни.
У лютому 2019 року побував на перегляді в російському «СКА-Хабаровськ».

## Виступи за збірну
У складі олімпійської збірної Киргизстану учасник Азійських ігор 2014 року (3 матчі) та 2018 року (один з трьох гравців старше 23-х років, 3 матчі).
У національній збірній Киргизстану дебютував 6 вересня 2013 року в товариському матчі проти Білорусі, замінивши у перерві Ільдара Амірова.
2013 року дебютував в офіційних матчах у складі національної збірної Киргизстану. Першим голом відзначився у своєму восьмому матчі, 5 вересня 2014 року в воротах Казахстану.
У складі збірної був учасником кубка Азії з футболу 2019 року в ОАЕ. На турнірі зіграв усі 4 матчі киргизької збірної.

## Статистика виступів

### Статистика виступів за збірну

#### По роках
Станом на 10 вересня 2018
| Національна збірна Киргизстану | Національна збірна Киргизстану | Національна збірна Киргизстану |
| Рік                            | Матчі                          | Голи                           |
| ------------------------------ | ------------------------------ | ------------------------------ |
| 2013                           | 3                              | 0                              |
| 2014                           | 7                              | 1                              |
| 2015                           | 1                              | 0                              |
| 2016                           | 8                              | 0                              |
| 2017                           | 4                              | 0                              |
| 2018                           | 5                              | 1                              |
| Загалом                        | 28                             | 2                              |

#### По матчам
| Дата       | Місто         | Господарі  | Результат  | Гості          | Турнір                       | Голи | Примітки |
| ---------- | ------------- | ---------- | ---------- | -------------- | ---------------------------- | ---- | -------- |
| 07-01-2019 | Аль-Айн       | КНР        | 2 – 1      | Киргизстан     | Кубок Азії 2019 - 1-й етап   | -    | 57'      |
| 11-01-2019 | Аль-Айн       | Киргизстан | 0 – 1      | Південна Корея | Кубок Азії 2019 - 1-й етап   | -    |          |
| 16-01-2019 | Дубай (місто) | Киргизстан | 3 – 1      | Філіппіни      | Кубок Азії 2019 - 1-й етап   | -    |          |
| 21-01-2019 | Абу-Дабі      | ОАЕ        | 3 – 2 д.ч. | Киргизстан     | Кубок Азії 2019 - 1/8 фіналу | -    | 8'       |
| Усього     |               | Матчів     | 4          |                | Голів                        | 0    |          |

#### Голи за збірну
Рахунок та результат збірної Кигргизстану в таблиці подано на першому місці.
| #  | Дата            | Місце                               | Суперник  | Рахунок | Результат | Змагання         |
| -- | --------------- | ----------------------------------- | --------- | ------- | --------- | ---------------- |
| 1. | 5 вересня 2014  | Астана Арена, Астана, Казахстан     | Казахстан | 1–5     | 1–7       | Товариський матч |
| 2. | 10 вересня 2018 | Долен Омуржаков, Бішкек, Киргизстан | Сирія     | 1–0     | 2–1       | Товариський матч |

## Досягнення
«Абдиш-Ата»
- Топ-Ліга
  -  Чемпіон (2): 2023, 2024
  -  Срібний призер (1): 2014

- Суперкубок Киргизстану
  -  Володар (2): 2024, 2025

«Дордой»
- Топ-Ліга
  -  Чемпіон (4): 2018, 2019, 2020, 2021
  -  Срібний призер (2): 2015, 2016

- Кубок Киргизстану
  -  Володар (3): 2016, 2017, 2018

- Суперкубок Киргизстану
  -  Володар (2): 2019, 2021